# Beatrice Fihn
Beatrice Fihn (Göteborg, 17 de novembre del 1982) és una advocada sueca, i des d'1 de juliol del 2014 és directora de la Campanya Internacional per l'Abolició de les armes nuclears (ICAN). Amb la supervivent d'Hiroshima Setsuko Thurlow, Beatrice Fihn va rebre el Premi Nobel de la Pau 2017 en nom da la ICAN.

## Campanya Internacional per l'abolició de les armes nuclears
Beatrice Fihn començà la seua lluita pel desarmament quan guanyà una beca per a treballar amb la Lliga Internacional de Dones per la Pau i la Llibertat. Després se n'anà a Ginebra com a directora d'ICAN. El principal programa de l'organització se centra en el Tractat sobre la prohibició d'armes nuclears, aprovat el 7 de juliol del 2017 per 122 estats en l'Organització de Nacions Unides a Nova York.